# آسیاب باقرآباد
آسیاب باقرآباد مربوط به دوره صفوی است و در شهرستان بافق، روستای باقرآباد واقع شده و این اثر در تاریخ ۲۲ مرداد ۱۳۸۴ با شمارهٔ ثبت ۱۳۰۱۷ به‌عنوان یکی از آثار ملی ایران به ثبت رسیده است.